# Задністряни
Задністря́ни — село в Україні, у Самбірському районі Львівської області. Населення становить 392 осіб (01.01.2024).

## Загальний опис
Населення становить 392 осіб. Орган місцевого самоврядування — Рудківська міська рада.
Засноване у 1650 році під назвою Голодівка. У 1948 було перейменовано у Задністряни.

## Видатні особи
31 січня 1883 р. у с. Голодівка (тепер Задністряни) народився єпископ Григорій Лакота, замучений у 1950 році в концтаборі Абезь під Воркутою.